# Філадельфійська медаль Свободи
Філадельфійська медаль Свободи (англ. Philadelphia Liberty Medal) — нагорода, яка щорічно присуджується Національним центром конституції США особам та організаціям на знак визнання їхнього лідерства в прагненні до свободи.

## Історія
У 1988 році, на ознаменування двохсотліття конституції Сполучених Штатів Америки, фонд The Philadelphia Foundation  заснував Філадельфійську медаль Свободи. Ця організація була фондом місцевого товариства долини Делавера, до якої входить штат Пенсільванія зі столицею — містом Філадельфія, на честь якої і була названа медаль. У  році фонд уклав угоду з Национальным центром конституции на передачу йому прав на вручення медалі  .

## Критерії нагородження
Філадельфійська медаль Свободи щороку присуджується «чоловікам і жінкам за хоробрість та переконання, за допомогою яких вони прагнуть закріпити блага свободи для людей у всьому світі» .

## Українські кавалери
| Рік присудження | Зображення та ім'я   | Посада                |
| --------------- | -------------------- | --------------------- |
| 2005            | Віктор Ющенко        | 3-й Президент України |
| 2022            | Володимир Зеленський | 6-й Президент України |

## Цікаві факти
Ціла низка одержувачів Філадельфійської медалі Свободи є лауреатами Нобелівської премії миру: Лех Валенса (1983) , Оскар Аріас Санчес (1987) , Далай-лама XIV (1989) , Михайло Горбачов (199)0 , Фредерік Віллем де Клерк та Нельсон Мандела (1993) , Шимон Перес (1994) , «Лікарі без кордонів» (1999) , Кім Де Чжун (2000) , Кофі Аннан (2001) , Джиммі Картер (2002) , Малала Юсуфзай (2014)  . Двоє є лауреатами Нобелівської премії з фізіології та медицини : Френсіс Крик та Джеймс Вотсон (1962) .